# Scottish Premier Division 1990-1991
La Scottish Premier Division 1990-1991 è stata la 94ª edizione della massima serie del campionato scozzese di calcio, disputato tra il 25 agosto 1990 e l'11 maggio 1991 e concluso con la vittoria dei Rangers, al loro quarantunesimo titolo, il terzo consecutivo.
Capocannoniere del torneo è stato Tommy Coyne (Celtic) con 18 reti.

## Stagione

### Formula
Le 10 squadre si affrontarono in match di andata-ritorno-andata-ritorno, per un totale di 36 giornate.
Per consentire l'allargamento del lotto delle partecipanti a 12 previsto per la stagione successiva, vennero abolite le retrocessioni.

### Avvenimenti
La prima squadra ad ottenere punteggio pieno fu il Dundee Utd, successivamente in grado di mantenere il primato per diverse giornate grazie a dei risultati utili ottenuti contro Rangers e Celtic. Alla decima giornata, i campioni in carica agganciarono la capolista, dando il via ad un duello con l'Aberdeen a seguire da vicino: inizialmente furono i Terrors ad avere la meglio vincendo lo scontro diretto programmato per alla 12ª giornata, poi la sconfitta interna con l'Aberdeen lasciò il via libera ai Rangers, i quali presero il comando solitario della classifica dopo due giornate di coabitazione con gli stessi Dons.
Di lì in poi i campioni in carica presero il largo, cominciando l'anno solare con cinque punti di vantaggio sull'Aberdeen, arrivando a +6 alla 23ª giornata: tale vantaggio venne mantenuto fino a marzo quando, in seguito alle dimissioni da parte dell'allenatore Graeme Souness, i Rangers accusarono una frenata nel rendimento. Ad approfittarne fu l'Aberdeen che, alla penultima giornata, annullò lo svantaggio nei confronti della capolista con ancora lo scontro diretto da giocare: una doppietta di Mark Hateley consegnò infine il quarantunesimo titolo nazionale ai Rangers, nonché la partecipazione in Coppa dei Campioni.

## Classifica finale
Fonte:
|        | Pos. | Squadra       | Pt | G  | V  | N  | P  | GF | GS | DR  |
| ------ | ---- | ------------- | -- | -- | -- | -- | -- | -- | -- | --- |
|        | 1.   | Rangers       | 55 | 36 | 24 | 7  | 5  | 62 | 23 | +39 |
|        | 2.   | Aberdeen      | 53 | 36 | 22 | 9  | 5  | 62 | 27 | +35 |
| [ 15 ] | 3.   | Celtic        | 41 | 36 | 17 | 7  | 12 | 52 | 38 | +14 |
|        | 4.   | Dundee Utd    | 41 | 36 | 17 | 7  | 12 | 41 | 29 | +12 |
|        | 5.   | Hearts        | 35 | 36 | 14 | 7  | 15 | 48 | 55 | -7  |
| [ 16 ] | 6.   | Motherwell    | 33 | 36 | 12 | 9  | 15 | 51 | 50 | +1  |
|        | 7.   | St. Johnstone | 31 | 36 | 11 | 9  | 16 | 41 | 54 | -13 |
|        | 8.   | Dunfermline   | 27 | 36 | 8  | 11 | 17 | 38 | 61 | -23 |
|        | 9.   | Hibernian     | 25 | 36 | 6  | 13 | 17 | 24 | 51 | -27 |
|        | 10.  | St. Mirren    | 19 | 36 | 5  | 9  | 22 | 28 | 59 | -31 |

Legenda:
      Campione di Scozia e qualificata in Coppa dei Campioni 1991-1992.
      Qualificata alla Coppa delle Coppe 1991-1992.
      Qualificata alla Coppa UEFA 1991-1992.
      Retrocesso in Scottish First Division 1991-1992.
Regolamento:
Due punti a vittoria, uno a pareggio, zero a sconfitta.
A parità di punti, le posizioni in classifica venivano determinate sulla base della differenza reti.

## Statistiche

### Squadre

#### Capoliste solitarie
|    | —— | ——         | ——         | ——         | ——         | ——         | ——         | ——         | ——  | ——  | ——  | ——  | ——  | ——  | ——      | ——      | ——      | ——      | ——      | ——      | ——      | ——      | ——      | ——      | ——      | ——      | ——      | ——      | ——      | ——      | ——      | ——      | ——      | ——  | ——  | —— |  |
|    |    | Dundee Utd | Dundee Utd | Dundee Utd | Dundee Utd | Dundee Utd | Dundee Utd | Dundee Utd |     |     | DuU | DuU |     |     | Rangers | Rangers | Rangers | Rangers | Rangers | Rangers | Rangers | Rangers | Rangers | Rangers | Rangers | Rangers | Rangers | Rangers | Rangers | Rangers | Rangers | Rangers | Rangers |     | Ran |    |  |
|    |    |            |            |            |            |            |            |            |     |     |     |     |     |     |         |         |         |         |         |         |         |         |         |         |         |         |         |         |         |         |         |         |         |     |     |    |  |
|    |    |            |            |            |            |            |            |            |     |     |     |     |     |     |         |         |         |         |         |         |         |         |         |         |         |         |         |         |         |         |         |         |         |     |     |    |  |
| 1ª | 2ª | 3ª         | 4ª         | 5ª         | 6ª         | 7ª         | 8ª         | 9ª         | 10ª | 11ª | 12ª | 13ª | 14ª | 15ª | 16ª     | 17ª     | 18ª     | 19ª     | 20ª     | 21ª     | 22ª     | 23ª     | 24ª     | 25ª     | 26ª     | 27ª     | 28ª     | 29ª     | 30ª     | 31ª     | 32ª     | 33ª     | 34ª     | 35ª | 36ª |    |  |